# 今村証券
今村証券株式会社（いまむらしょうけん）は、石川県金沢市に本社を置く北陸地方では最大手の証券会社である。

## 概要
特長として、資本・人材・コンピュータなどの面で”独立独歩”、北陸三県をネットワークする営業網、営業マンがアシストするインターネット取引を掲げている。
現在、株式、投資信託、EB、年金、保険、金地金取引、先物・オプションなどを取り扱っている。

## 沿革
- 1921年（大正10年）- 今村直治商店として創業。
- 1944年（昭和19年）- 今村証券株式会社を設立。
- 1999年（平成11年）10月 - インターネット株式取引（アイ・ルート）の取扱いを開始。
- 2014年（平成26年）12月17日 - 東証JASDAQ上場。
- 2015年（平成27年）8月 - 株主コミュニティによる非上場株式の取り扱いを開始[4]。
- 2017年（平成29年）1月 - 営業社員によるタブレット端末を使った株式売買を始める。
- 2022年（令和4年）1月 - 商品先物取引業を廃止。

## 所在地
本社・本店
- 石川県金沢市十間町25

支店
- 小松支店 - 石川県小松市有明町22
- 弥生支店 - 石川県金沢市弥生2-4-12
- 加賀支店 - 石川県加賀市熊坂町（大聖寺駅前）
- 七尾支店 - 石川県七尾市神明町ロ2-10
- 福井支店 - 福井県福井市新田塚1-80-36
- 板垣支店 - 福井県福井市板垣5-1010
- 敦賀支店 - 福井県敦賀市白銀町[5]
- 富山支店 - 富山県富山市本町6-20
- 高岡支店 - 富山県高岡市本丸町13-7
- 砺波支店 - 富山県砺波市本町6-28

## CM
モズをモチーフとしたマスコットキャラクターが登場し、ペギー葉山の歌唱による哀愁の漂う曲の流れるCMが地元ではよく知られている。CMソングの作詞は荒木とよひさ。1977年、北陸の証券会社として初となるテレビCM放映以降、変わらず使われ続けている。
現在、今村証券のサイトでは、そのテレビCMの動画（30秒）を見ることが可能である。

## 備考
- MROラジオで平日の昼に放送されている生ワイド番組『Twin Wave 940』内[注釈 2]では毎日12:15ごろに今村証券提供の証券情報のコーナーが設けられており、同社の各支店から証券取引概況（東証の前場取引概況と東証株価指数・日経平均株価）のリポートが入る。コーナー終了後には上述のCMソングも流れる。

- チューリップテレビでは毎週日曜日13時の「開運!なんでも鑑定団」の再放送で番組後半にCMを流している。